# Административно-территориальное деление Старожиловского района

Старожиловский район на карте Рязанской области

Старожиловский район в рамках административно-территориального устройства включает 1 посёлок городского типа и 6 сельских округов.
В рамках организации местного самоуправления, муниципальный район делится на 7 муниципальных образований, в том числе 1 городское и 6 сельских поселений:
- Старожиловское городское поселение (пгт Старожилово)
- Гребневское сельское поселение (с. Гребнево)
- Гулынское сельское поселение (п. Рязанские Сады)
- Истьинское сельское поселение (с. Истье)
- Ленинское сельское поселение (п. совхоза им. Ленина)
- Мелекшинское сельское поселение (д. Мелекшино)
- Столпянское сельское поселение (д. Ершово).

Посёлок городского типа соответствует городскому поселению, сельский округ — сельскому поселению.

## Формирование муниципальных образований
В результате муниципальной реформы к 2006 году на территории 10 сельских округов было образовано 6 сельских поселений.
| Административно-территориальная единица | Населённый пункт     | Муниципальное образование          |
| --------------------------------------- | -------------------- | ---------------------------------- |
| Гребневский сельский округ              | Гребнево             | Гребневское сельское поселение     |
| Гребневский сельский округ              | Душкино              | Гребневское сельское поселение     |
| Гребневский сельский округ              | Епихино              | Гребневское сельское поселение     |
| Гребневский сельский округ              | Заполье              | Гребневское сельское поселение     |
| Гребневский сельский округ              | Игнатово             | Гребневское сельское поселение     |
| Гребневский сельский округ              | Михалково            | Гребневское сельское поселение     |
| Ивановский сельский округ               | Арсеново             | Гребневское сельское поселение     |
| Ивановский сельский округ               | Ивановское           | Гребневское сельское поселение     |
| Ивановский сельский округ               | Кащеевка             | Гребневское сельское поселение     |
| Ивановский сельский округ               | Клетки               | Гребневское сельское поселение     |
| Ивановский сельский округ               | Мосолово             | Гребневское сельское поселение     |
| Ивановский сельский округ               | Назарьевская Слобода | Гребневское сельское поселение     |
| Ивановский сельский округ               | Никифоровское        | Гребневское сельское поселение     |
| Ивановский сельский округ               | Хламово              | Гребневское сельское поселение     |
| Чернобаевский сельский округ            | Акулово              | Гребневское сельское поселение     |
| Чернобаевский сельский округ            | Горловское           | Гребневское сельское поселение     |
| Чернобаевский сельский округ            | Мосоловские Выселки  | Гребневское сельское поселение     |
| Чернобаевский сельский округ            | Нелина Слобода       | Гребневское сельское поселение     |
| Чернобаевский сельский округ            | Пожогино             | Гребневское сельское поселение     |
| Чернобаевский сельский округ            | Поповичи             | Гребневское сельское поселение     |
| Чернобаевский сельский округ            | Старые Бобровинки    | Гребневское сельское поселение     |
| Чернобаевский сельский округ            | Чернобаево           | Гребневское сельское поселение     |
| Гулынский сельский округ                | Акуловский Участок   | Гулынское сельское поселение       |
| Гулынский сельский округ                | Асташово             | Гулынское сельское поселение       |
| Гулынский сельский округ                | Большое Кожухово     | Гулынское сельское поселение       |
| Гулынский сельский округ                | Гулынки              | Гулынское сельское поселение       |
| Гулынский сельский округ                | Ефремово             | Гулынское сельское поселение       |
| Гулынский сельский округ                | Лысцево              | Гулынское сельское поселение       |
| Гулынский сельский округ                | Малое Кожухово       | Гулынское сельское поселение       |
| Гулынский сельский округ                | Музалево             | Гулынское сельское поселение       |
| Гулынский сельский округ                | Рязанские Сады       | Гулынское сельское поселение       |
| Гулынский сельский округ                | Харламово            | Гулынское сельское поселение       |
| Истьинский сельский округ               | Залипяжье            | Истьинское сельское поселение      |
| Истьинский сельский округ               | Истье                | Истьинское сельское поселение      |
| Истьинский сельский округ               | Кулиги               | Истьинское сельское поселение      |
| Истьинский сельский округ               | Ласково              | Истьинское сельское поселение      |
| Истьинский сельский округ               | Медвежье             | Истьинское сельское поселение      |
| Истьинский сельский округ               | Ямы                  | Истьинское сельское поселение      |
| Большеполянский сельский округ          | Большие Поляны       | Ленинское сельское поселение       |
| Большеполянский сельский округ          | Малые Поляны         | Ленинское сельское поселение       |
| Большеполянский сельский округ          | Табатеровка          | Ленинское сельское поселение       |
| Ленинский сельский округ                | Большая Кременовка   | Ленинское сельское поселение       |
| Ленинский сельский округ                | Егоровка             | Ленинское сельское поселение       |
| Ленинский сельский округ                | Красно-Андреевский   | Ленинское сельское поселение       |
| Ленинский сельский округ                | Малая Кременовка     | Ленинское сельское поселение       |
| Ленинский сельский округ                | Малое Истье          | Ленинское сельское поселение       |
| Ленинский сельский округ                | Полянские Выселки    | Ленинское сельское поселение       |
| Ленинский сельский округ                | Свх им Ленина        | Ленинское сельское поселение       |
| Ленинский сельский округ                | Смыгаловка           | Ленинское сельское поселение       |
| Ленинский сельский округ                | Суйск                | Ленинское сельское поселение       |
| Ленинский сельский округ                | Хрущево              | Ленинское сельское поселение       |
| Аристовский сельский округ              | Аристово             | Мелекшинское сельское поселение    |
| Аристовский сельский округ              | Бутырки              | Мелекшинское сельское поселение    |
| Аристовский сельский округ              | Вельяминовка         | Мелекшинское сельское поселение    |
| Аристовский сельский округ              | Волоховские Выселки  | Мелекшинское сельское поселение    |
| Аристовский сельский округ              | Ефремово             | Мелекшинское сельское поселение    |
| Аристовский сельский округ              | Ефремовские Хутора   | Мелекшинское сельское поселение    |
| Аристовский сельский округ              | Кипенский            | Мелекшинское сельское поселение    |
| Аристовский сельский округ              | Коленцы              | Мелекшинское сельское поселение    |
| Аристовский сельский округ              | Лучинск              | Мелекшинское сельское поселение    |
| Аристовский сельский округ              | Свиридовка           | Мелекшинское сельское поселение    |
| Мелекшинский сельский округ             | Богданово            | Мелекшинское сельское поселение    |
| Мелекшинский сельский округ             | Кореньки             | Мелекшинское сельское поселение    |
| Мелекшинский сельский округ             | Лукино               | Мелекшинское сельское поселение    |
| Мелекшинский сельский округ             | Мелекшино            | Мелекшинское сельское поселение    |
| Мелекшинский сельский округ             | Полубояриново        | Мелекшинское сельское поселение    |
| Мелекшинский сельский округ             | Соболево             | Мелекшинское сельское поселение    |
| Мелекшинский сельский округ             | Тарасово             | Мелекшинское сельское поселение    |
| Мелекшинский сельский округ             | Татаркино            | Мелекшинское сельское поселение    |
| Мелекшинский сельский округ             | Шишкино              | Мелекшинское сельское поселение    |
| Администрация пгт Старожилово           | Алабино              | Старожиловское городское поселение |
| Администрация пгт Старожилово           | Вороново             | Старожиловское городское поселение |
| Администрация пгт Старожилово           | Двойники             | Старожиловское городское поселение |
| Администрация пгт Старожилово           | Дроздово             | Старожиловское городское поселение |
| Администрация пгт Старожилово           | Енинское             | Старожиловское городское поселение |
| Администрация пгт Старожилово           | Карамышево           | Старожиловское городское поселение |
| Администрация пгт Старожилово           | Кареево              | Старожиловское городское поселение |
| Администрация пгт Старожилово           | Киселёво             | Старожиловское городское поселение |
| Администрация пгт Старожилово           | Климентьево          | Старожиловское городское поселение |
| Администрация пгт Старожилово           | Лужки                | Старожиловское городское поселение |
| Администрация пгт Старожилово           | Лядихово             | Старожиловское городское поселение |
| Администрация пгт Старожилово           | Матвеевка            | Старожиловское городское поселение |
| Администрация пгт Старожилово           | Мелехово             | Старожиловское городское поселение |
| Администрация пгт Старожилово           | Мишенево             | Старожиловское городское поселение |
| Администрация пгт Старожилово           | Налескино            | Старожиловское городское поселение |
| Администрация пгт Старожилово           | Никитинское          | Старожиловское городское поселение |
| Администрация пгт Старожилово           | Новоселки            | Старожиловское городское поселение |
| Администрация пгт Старожилово           | Панинская Слобода    | Старожиловское городское поселение |
| Администрация пгт Старожилово           | Панинское            | Старожиловское городское поселение |
| Администрация пгт Старожилово           | Пятинск              | Старожиловское городское поселение |
| Администрация пгт Старожилово           | Ромоданово           | Старожиловское городское поселение |
| Администрация пгт Старожилово           | Ромоданово           | Старожиловское городское поселение |
| Администрация пгт Старожилово           | Сазоново             | Старожиловское городское поселение |
| Администрация пгт Старожилово           | Соха                 | Старожиловское городское поселение |
| Администрация пгт Старожилово           | Старожилово          | Старожиловское городское поселение |
| Администрация пгт Старожилово           | Хрущево-Тырново      | Старожиловское городское поселение |
| Столпянский сельский округ              | Быково               | Столпянское сельское поселение     |
| Столпянский сельский округ              | Ворищи               | Столпянское сельское поселение     |
| Столпянский сельский округ              | Городецкое           | Столпянское сельское поселение     |
| Столпянский сельский округ              | Ершово               | Столпянское сельское поселение     |
| Столпянский сельский округ              | Кутуково             | Столпянское сельское поселение     |
| Столпянский сельский округ              | Муняково             | Столпянское сельское поселение     |
| Столпянский сельский округ              | Перевлес             | Столпянское сельское поселение     |
| Столпянский сельский округ              | Столпцы              | Столпянское сельское поселение     |
| Столпянский сельский округ              | Тугушево             | Столпянское сельское поселение     |
| Столпянский сельский округ              | Шелковая             | Столпянское сельское поселение     |